# Tito Tolin
Benito „Tito“ Tolin (* 28. Oktober 1935 in Asiago; † 6. März 2006 in Asiago) war ein italienischer Skispringer.
Bei den Olympischen Winterspielen 1956 in Cortina d’Ampezzo erreichte Tolin, der für U.S. Asiago Ski antrat im Springen von der Normalschanze mit Sprüngen auf 69,5 und 71,5 Meter den 33. Platz. Bei den italienischen Meisterschaften 1956 gewann Tolin vor Enzo Perin und Nilo Zandanel die Goldmedaille.